# David Cullen (hokejaš)
David Cullen (St. Catharines, Ontario, 30. prosinca 1976.) kanadski je profesionalni hokejaš na ledu. Desnoruki je branič. U svojoj NHL karijeri je igrao za Phoenix Coyotese i Minnesota Wildse. Veći dio karijere proveo je igrajući u AHL-u, rangu ispod NHL-a.

## Karijera

### Sj. Amerika
Cullen je za Phoenix Coyotese, NHL ekipu koja ga je 1999. kao slobodnog igrača dovela u svoju organizaciju, odigrao 16 susreta i na kontu ostvario učinak od nula bodova i šest kaznenih minuta. Uglavnom je igrao za njihovu AHL podružnicu, Springfield Falcons. 
Početkom mjeseca siječnja 2002. godine mjenjan je u Minnesota Wildse za francuskog napadača Sébastiena Bordeleaua. Za Wildse odigrao je samo tri susreta, s učinkom od nula bodova ili kaznenih minuta. Također je većinu vremena proveo u AHL-u, igrajući ovaj put za Houston Aeros. Nakon dvije sezone provedene u Wildsima, tri je sezone bio član Rochester Americansa, prije nego što se 2006. odlučio na odlazak u Europu. 

### Europa
Prvi europski angažman pronašao je u DEG Metro Starsima u njemačkom DEL-u, a u kolovozu 2007. postao je igračem Färjestadsa. Ostatak sezone proveo je u AHL-u za momčad Syracuse Cruncha. U srpnju 2008. postao je član austrijskog Graza 99ers iz EBEL-a.

## Vanjske poveznice
- Profil na The Internet Hockey Database